# タマクラゲ
タマクラゲ Cytaeis uchidae Rees は、花クラゲ目に属するクラゲの1種。小さな丸っこいクラゲで、ポリプはムシロガイの殻の上に付着する。

## 特徴

### クラゲ
クラゲは高さ1.5mmで幅もほぼ同じ、全体に球形をしている。遊離直後のクラゲはほぼ立方体で高さ0.5mm。最大では傘の径は2mmになり、傘の先端にくぼみがある。4本の放射管、傘の縁に沿って環状管があり、傘の縁には短い縁触手が4本ある。口柄は円筒形で、それを取り巻いて生殖腺があり、これはクラゲの遊離時には既にかなり発達しているが、よく発達するとさらに厚くなる。口柄の先端には始めは4本の短い有頭触手があり、これは後に10本まで数を増やす。寒天質は厚く、口柄は青みを帯び、生殖腺は褐色で、触手基部は黒い。なお、雌雄異体である。

### ポリプ
ポリプ世代は生きたムシロガイ Nassarius ivescens の殻の上に付着して群体を形成する。ヒドロ根は網目状に枝分かれして貝殻の上全体に広がり、特に縦横格子状になった貝殻の皺に伸びる。また、薄い囲皮に包まれる。ポリプは溝が十時に交差した点から生じることが多い。
栄養ポリプは基部までがわずかに囲皮に包まれ、そこから上向きに伸びて2mm程になる。ポリプはほぼ円柱状で、口丘の周囲に6-10本の糸状の触手が1列の環状に配置する。かつてはポリプに多型はなく、全て同型とされてきたが、実際には二型があることが明らかとなっている。付着している貝殻の殻口付近に糸状でなく有頭の触手を持つポリプがあることが明らかになった。そこに見られる刺胞は通常ポリプのそれとは異なる型であることも確認されている。このタイプの触手は特に攻撃をする働きを持つのが通例で、殻口付近のポリプは何かは不明であるが、特別に攻撃をする機能に分化したものと考えられる。
特別な生殖ポリプはなく、生殖体はヒドロ根から直接に生じる。生殖体は短い柄があって、ほぼ卵形になり、発達するとクラゲとして遊離する。

## 生態など
ポリプは必ず生きたムシロガイの貝殻に付着している。貝殻から剥がして飼育することには成功していない。付着している貝が死んだ場合、ポリプはクラゲを放出して死ぬ。ただし、同じ水槽に生きたムシロガイを入れた場合、付着している貝が死んでも、剥がれた場合でも死ぬことがないことが知られる。これは生きたムシロガイが分泌する何らかの物質が本種の生命維持に関与するものと考えられ、本種とこの貝とに強い関係があることを示唆するが、詳しくは分かっていない。
　クラゲは夏に発生し、7月頃に三崎や瀬戸内海では普通に見られる。ただし小さいので気付かれることはまずない。ちなみにムシロガイの生活史と本種のそれは密接に関わっており、ムシロガイの産卵期にクラゲが発生する。ムシロガイのベリジャー幼生の出現期には本種も産卵し、プラヌラが見られるようになる。ここでプラヌラと貝の共生が始まるらしいが、詳しいことは分かっていない。

## 分布
青森県以南の太平洋岸に広く見られ、ポリプはムシロガイ上で比較的普通に見られる。

## 分類
ポリプ世代が生きた巻き貝上にコロニーを作るものとしてカイウミヒドラがあるが、こちらはシワホラダマシにつき、またポリプには明確な多型がある。またクラゲを出さない。
クラゲはサルシアクラゲに似るが、口触手がある点で区別できる。ただし、同属の別種がある。

## 利害
現実的な意味での利害は特にない。
だが、この種は飼育が可能で、周年に渡ってクラゲを発生させることが出来る。クラゲは光周期に応じて毎日放卵放精を行ううえ、卵が透明で発生の観察に適している。このような点で研究素材としては適している。それを利用しての生理学的研究や教材としての利用も考えられている。